# Aterpnodes geminipuncta
Aterpnodes geminipuncta là một loài bướm đêm trong họ Geometridae.